# Adalbert Stifter
Adalbert Stifter (23 de octubre de 1805-28 de enero de 1868) fue un escritor austriaco perteneciente a la corriente Biedermeier.

## Trayectoria
Nació en Oberplan, una pequeña población de Bohemia, entonces perteneciente al Imperio austríaco y hoy situada en Chequia. Era hijo de un comerciante de lino sin demasiados recursos, lo cual no le impidió formarse. Estuvo ocho años estudiando en el monasterio de Kremsmünster. Estudió a continuación, tras la secundaria, en Viena. Stifter tuvo ideas muy moderadas pero no extremas, como lo muestra su actitud en las revoluciones de 1848, pero también su apoyo a las reformas del emperador Francisco José I. Como inspector de las escuelas de la Alta Austria, fue funcionario del Imperio Austro-Húngaro durante 15 años; se retiró en 1865. Stifter murió en 1868, tras una depresión motivada por su enfermedad cancerígena; todavía algunos discuten si se suicidó.[cita requerida]
Su vida no fue muy feliz: por la muerte temprana de su padre (la búsqueda paterna es uno de sus temas repetidos); por unos amores juveniles con Fanny Greipl, prolongados durante cinco años pero prohibidos por la familia; y por un matrimonio dubitativo y sin éxito en 1837, con Amalia Mohaupt, de la que no tuvo hijos al parecer. 
Empezó a escribir en 1840, influido por la nueva y gran tradición alemana: Jean Paul y Goethe. Las narraciones tempranas de Adalbert Stifter estaban impregnadas de un pesimismo básico; los seres humanos están expuestos a un destino arbitrario, casi demoníaco (por ejemplo, en El monte alto y en Abdias). Lo que preparan y planifican racionalmente sus protagonistas se desenvuelve de forma contraria y se les convierte en fatal. 
Sin embargo, la obra tardía del escritor austriaco destaca por su armonía interna y externa, y por un mayor optimismo, en todo caso muy equilibrado. Piedras de colores, El sendero en el bosque o El solterón son breves piezas maestras. 
Sus dos novelas extensas (Verano tardío y Witiko) son obras muy destacadas por los críticos. La mayoría de los escritos suelen ser perecederos, decía Hofmannsthal, al querer satisfacer los deseos secretos de una época, "pero no es éste el destino reservado a las dos grandes obras de Stifter, El verano tardío y Witiko". Asimismo Friedrich Nietzsche o Thomas Mann lo elogiaron sin límite.
Pero hay un buen número de relatos extraordinarios. De hecho, en su obra literaria destacan de un modo especial las novelas breves, agrupadas casi todas en seis volúmenes con el título de Estudios.
La vida de Stifter, llena de dificultades, contrasta en general con sus ideales de belleza, de armonía, de perfección moral y estética. Ha sido admirado y defendido como modelo por muchos escritores, desde Hugo von Hofmannsthal hasta Peter Handke, su gran valedor contemporáneo. Hoy en día se ha extendido muy notablemente su renombre.

## Bibliografía

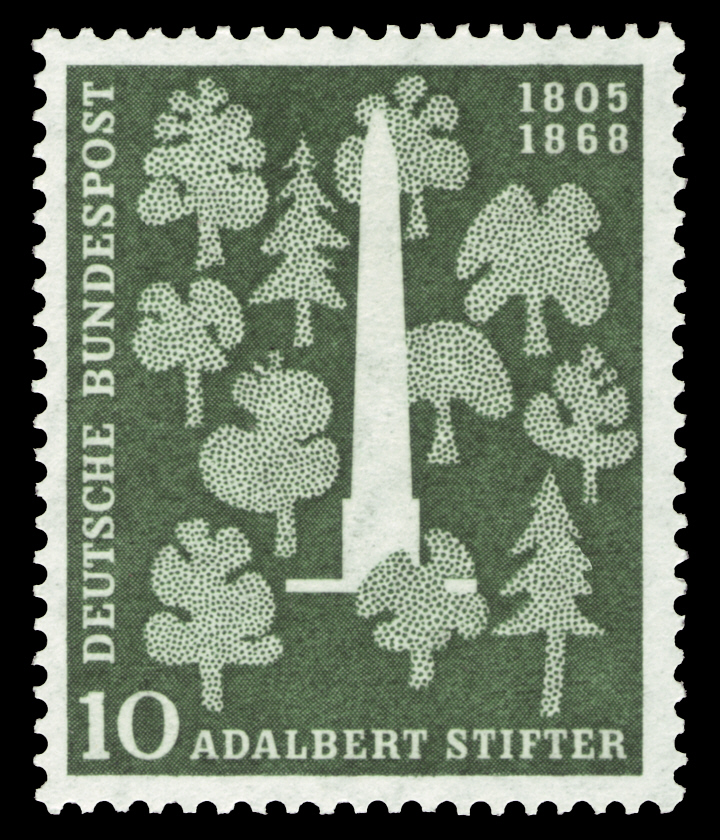
Sesquicentenario del nacimiento de A. Stifter.

### Traducciones
- Maestros alemanes I, Madrid, Cupsa, 1983 (con El veranillo de San Martín).
- Cuentos románticos alemanes (con El solterón), Madrid, Siruela, 1992, selección de H. von Hofmannsthal.

- Alta selva. Montaner y Simón. 1947. ISBN 978-84-274-0061-0.

- Piedras de colores. Cátedra. 1990. ISBN 978-84-376-0952-2.

- Brigitta. trad. Manuel Cisneros Castro; El Viejo Pozo / Universidad Autónoma de Chiapas. 2005. ISBN 978-96-87495958.

- Brigitta. Bienza. 2008. ISBN 978-84-934787-6-6.

- Verano tardío. Editorial Pre-Textos. 2008. ISBN 978-84-8191-872-4.

- El sendero en el bosque. Editorial Impedimenta. 2008. ISBN 978-84-936550-0-6.

- Abdías. Nórdica. 2008. ISBN 978-84-936213-7-7.

- El solterón. Editorial Impedimenta. 2009. ISBN 978-84-937110-1-6.

- El hombre sin posteridad. LOM. 2008. ISBN 978-956-00-0023-1.